# Lars Grönfelt
Lars (Lasse) Grönfelt, född 30 april 1926 i Tammerfors i Finland, död 2 april 1982, var en finlandsk-svensk målare och tecknare. 
Grönfelt var som konstnär autodidakt och har varit verksam och bosatt i Sverige sedan 1954. Hans konst går i en surrealistisk stil med många chockerande effekter.